# Форштаг

Форштаг

Форштаг (нід. voorstag — «передній штаг») на вітрильному судні — частина стоячого такелажу, який утримує щоглу від падіння. Він кріпиться або на найвищій точці щогли, або при дробовому оснащенні приблизно між 1/8 і 1/4 від топа щогли. Інший кінець форштага кріпиться до носа човна.
Нерідко до форштага кріпиться вітрило. Це вітрило може бути клівером або генуєю. В оснащенні тендера один або декілька кліверів звисають зі штагів перед форштагом і можуть іти від топа щогли до бушприта. У такому випадку вітрило на форштагу називається стаксель.
Форштаг можна виготовити з дроту з неіржавної сталі для сучасних яхт, міцного стрижня з неіржавної сталі, вуглецевого стрижня або надвисокомолекулярного поліетилену (Spectra або Dyneema) для швидких перегонних човнів, а також оцинкованого дроту або натуральних волокон на старіших тендерах чи суднах, оснащених прямими вітрилами.